# Helene Weinzierl
Helene Weinzierl (* 5. Dezember 1963 in Salzburg) ist eine österreichische Tänzerin und Choreografin. Sie lebt derzeit in Salzburg.

## Leben
Helene Weinzierl absolvierte eine Ausbildung zur Tänzerin u. a. in Paris, München und Wien. Sie war Tänzerin u. a. bei Bruno Genty (F), Jean Yves Ginoux (F), Roxane Huilmand (B), Robert Wechsler (USA).1995 gründete sie die cieLaroque / helene weinzierl, mit der sie bei zahlreichen Festivals u. a. in den USA, Japan, Russland und in Europa gastierte. Aktuell ist sie auch künstlerische Leiterin des per.form>d<ance-Festivals in Salzburg/Österreich. 
1990 gründet Helene Weinzierl den Verein tanzimpulse Salzburg, der jährlich neben den Salzburger Performance Tagen die Internationalen Oster- und Herbsttanztage veranstaltet. Mitbegründerin des Vereines tanz_house Salzburg, einer Vereinigung in Salzburg produzierender Choreografen aus dem Bereich zeitgenössischer Tanz.
Ihre Kompanie cieLaroque/helene weinzierl zählt zu den meist tourenden Ensembles der österreichischen Tanzszene und zeigt weltweit die Produktionen von Helene Weinzierl.
Einige ihrer Produktionen kennzeichnet die Verbindung von Tanz, Text und Schauspiel, andere widmen sich ausschließlich der Bewegungssprache. In diesem Zusammenhang arbeitete sie u. a. mehrmals mit Bodo Hell (liquid underwear, Bon Voyage  Gustave S.). In den letzten Jahren prägten spartenübergreifende Stücke und der Einsatz von Video die Arbeit der Kompanie.
Das erste abendfüllende Stück Feuerland nach Texten von Marguerite Duras wurde mit einem Preis in Deutschland ausgezeichnet. Die Produktion systems<damaging>systems ebenso wie die Soloproduktion .... and the damage done sind Teil des Aerowaves-Programms, initiiert vom The Place Theatre in London. Darüber hinaus wurden beide Produktionen, sowie das Solo duo para ella >>> comida para dos und auch die neue Produktion 0-0-0>5 mit Preisen ausgezeichnet.

## Produktionen/Repertoire
- d e m o c r a z  - how to peel an onion without crying 2012 democrazy
- ESNES N.ON2, 2011 esnes.n.on
- THINK FISH part I, 2010 THINK FISH (Memento vom 16. Februar 2014 im Internet Archive)
- THINK FISH, 2010
- NEW VARIATIONS ON A BASIC THEME PART II, 2009
- HABIBI PROBLEM HABIBI PROBLEM, 2008
- variations on a basic theme, 2007
- Life is Not a Picnic 2007
- variations on a basic theme 2006
- d#_function eine Kooperation mit Cocoon Dance Bonn 2006
- Tropea 2005
- no:konsept 2005
- duo para ella >>> comida para dos 2004
- 0-0-0>5 2003
- factor x 2002
- ... and the damage done 2001
- systems>damaging<systems 2000
- Aufwärts (Tanzvideo) 1995